# Xesmodon
Xesmodon è un genere estinto di mammiferi litopterni, appartenente ai proteroteriidi. Visse tra l'Eocene medio e l'Eocene superiore (circa 46 - 34 milioni di anni fa) e i suoi resti fossili sono stati ritrovati in Sudamerica.

## Descrizione
Questo animale è noto per resti cranici, che permettono di ricostruirne almeno parzialmente l'aspetto. Il cranio era piuttosto lungo e basso, ed era dotato di orbite particolarmente grandi e posizionate all'incirca a metà del cranio. Le ossa nasali erano allungate, mentre la regione frontale era piatta e simile a una tavola; da questa regione si separavano apofisi postorbitali lunghe e strette, alle quali tuttavia non erano contrapposte le apofisi dello jugale. L'arcata zigomatica era piuttosto gracile. I molari superiori di Xesmodon erano dotati di un ipocono indipendente molto robusto.

## Classificazione
Il genere Xesmodon venne istituito da Berg nel 1899, in sostituzione del genere Glyphodon che Roth aveva descritto nel corso dello stesso anno, ma che era risultato già utilizzato per descrivere un altro animale. A Xesmodon sono state attribuite due specie: Xesmodon langi, la specie tipo, era anche la più antica ed è stata ritrovata nella zona di Cañadón Colorado in Argentina; Xesmodon prolixus, rinvenuto nella provincia di Chubut in Argentina (Lago Musters), è leggermente più recente (Eocene medio) ed è nota per una mandibola con denti.
Xesmodon fa parte dei proteroteriidi, un gruppo di litopterni che nel corso della loro evoluzione diedero origine a numerose forme simili a cavalli, soprattutto per quanto riguarda le zampe. In particolare, Xesmodon era un membro della sottofamiglia più arcaica, gli Anisolambdinae. Secondo alcune classificazioni, tuttavia, Xesmodon farebbe parte dei Didolodontidae, un enigmatico gruppo di mammiferi sudamericani forse ancestrali ai veri litopterni. 